# 444e Escadron de soutien au combat
Le 444e Escadron de soutien au combat est une unité de l'Aviation royale du Canada basée à la 5e Escadre Goose Bay, au Labrador. L'escadron, équipé de trois hélicoptères CH-146 Griffons, fournit un soutien héliporté aux opérations de la base et inclut une escadrille de recherche et sauvetage.

## Histoire
L'unité est premièrement formée à Rivers au Manitoba sous le nom de 444e Escadron d'observation aérienne en 1947, avant d'être dissoute en 1949. Reformé en 1953 à Saint-Hubert, Québec, comme escadron de chasseurs sous le nom de 444e Escadron de chasse, il est déployé à la 4e Escadre en Allemagne de l’Ouest sous l'égide de l'OTAN. Il est redésigné en tant qu'escadron d'attaque en 1963 puis finalement dissous en 1967, un an avant l'unification des Forces canadiennes.
Finalement, l'escadron est reconstitué en 1972 à Lahr en Allemagne en tant que 444e Escadron tactique d'hélicoptères. C'est en 1993 qu'il est positionné à Goose Bay sous son nom et son rôle actuels, doté de l'hélicoptère Griffon.